# Meindert Hobbema

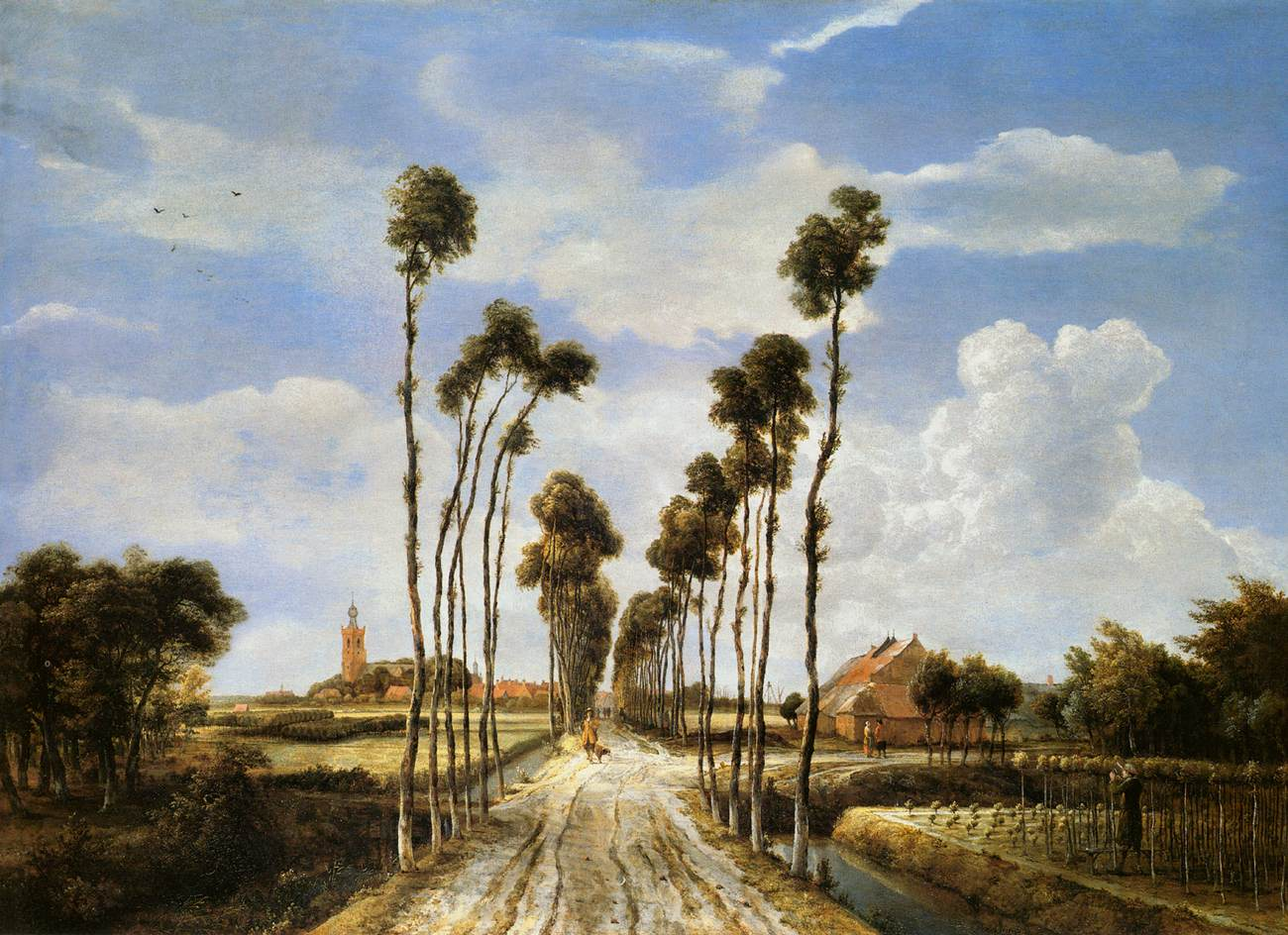
Il viale di Middelharnis

Meindert Hobbema (Amsterdam, 31 ottobre 1638 – Amsterdam, 7 dicembre 1709) è stato un pittore olandese, uno dei massimi paesaggisti olandesi, rivale di Jacob van Ruisdael.

## Biografia
Visse ad Amsterdam nella seconda metà del Seicento. Iniziò i suoi studi d'arte trascorrendo più di due anni (dal 1655 al 1657) come allievo di Jacob van Ruisdael, di cui era anche amico. Apprese poi, e sviluppò, la difficile tecnica che permette di usare sfumature chiare mentre si esaltano molto i colori.

Viaggiò spesso nei Paesi Bassi, fermandosi in diverse località, specialmente dell'Est del Paese. Infatti i soggetti di molte sue opere (siti pittoreschi, mulini, boschi) si trovano nelle province di Drenthe e di Gheldria.

Nel 1668, a trent'anni, sposò Eeltije Vinck.
L'anno seguente fu nominato Ispettore dell'Importazione dei vini ad Amsterdam. Hobbema da quel giorno si dedicò interamente a quest'incarico, e  ridusse la sua produzione artistica a pochissimi lavori. La sua carriera di pittore durò dunque solo una dozzina d'anni, poi per altri quaranta egli lasciò che la sua arte divenisse un'attività marginale. Gli ultimi anni della sua vita furono anni di grande povertà e nel 1704 egli perse anche sua moglie.
 
Hobbema morì ad Amsterdam nel 1709 a 71 anni e venne sepolto nella chiesa di Westerkerk.
Le tele di Meindert Hobbema risplendono di luce là dove, nella realtà, cadono i raggi del sole, e conservano invece una dolce penombra nel resto del paesaggio. Nessuno ha mai saputo usare più di lui le mezze tinte e i colori sfuggenti. I suoi quadri "Viale di Middelharnis" e "Mulino ad acqua" sono considerati i suoi capolavori e sono visibili oggi, rispettivamente, alla National Gallery di Londra e al Rijksmuseum di Amsterdam.

Adriaen van de Velde, Nicolaes Berchem, Johannes Lingelbach e altri ancora hanno spesso tratto precisi suggerimenti dallo studio dei suoi quadri, che contengono svariati elementi preromantici.

## Alcune opere
- Il mulino ad acqua, (1664) - Rijksmuseum, Amsterdam
- Paesaggio boschivo, (c.1663) - Wallace Collection, Londra
- Il viale di Middelharnis, (1689), - National Gallery, Londra. È considerato il suo capolavoro.
- Paesaggio boschivo con delle fattorie, (c.1665) - Mauritshuis, L'Aia

## Galleria d'immagini

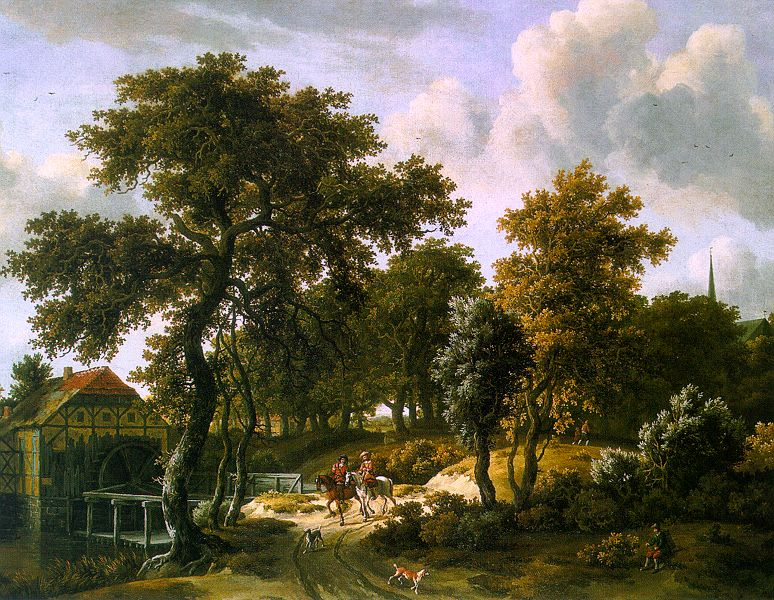
I viaggiatori
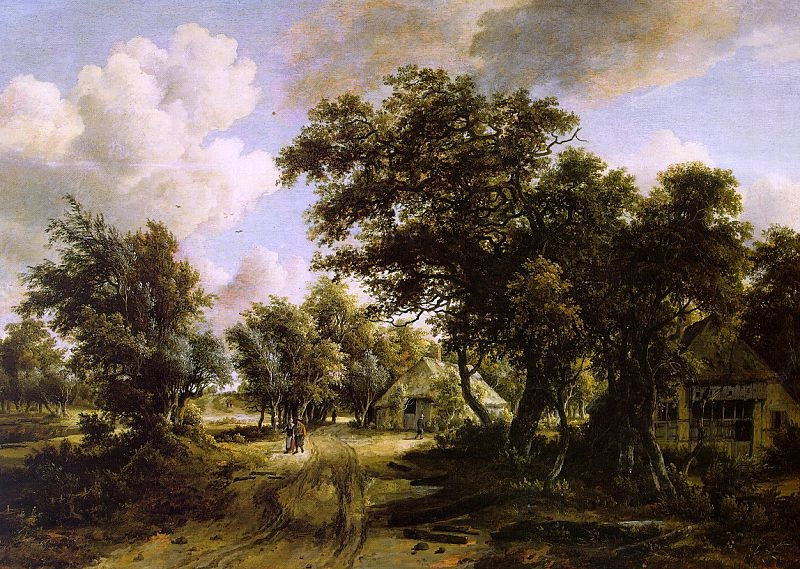
Cottages a fianco di un sentiero nel bosco
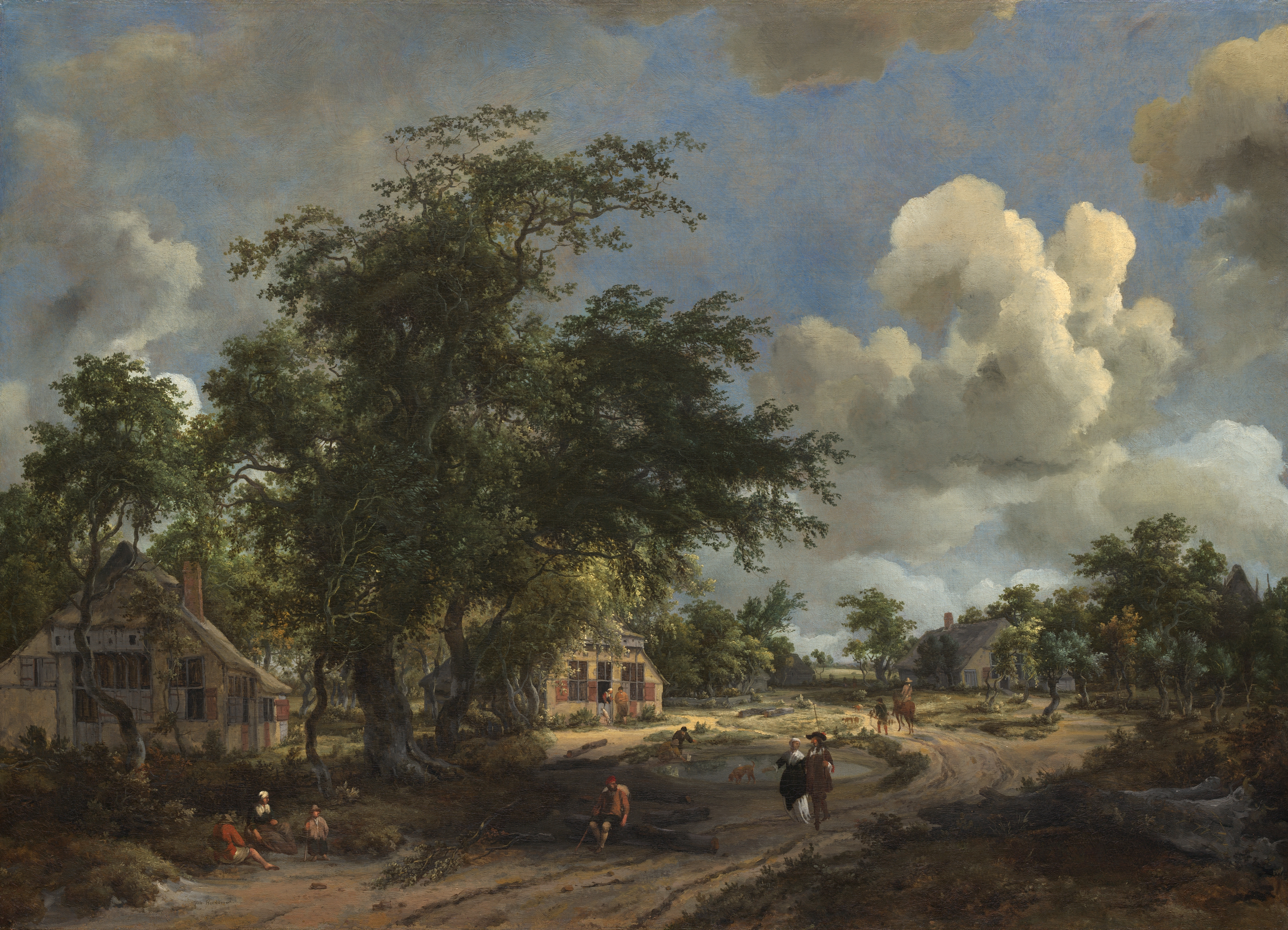
Vista lungo la strada principale
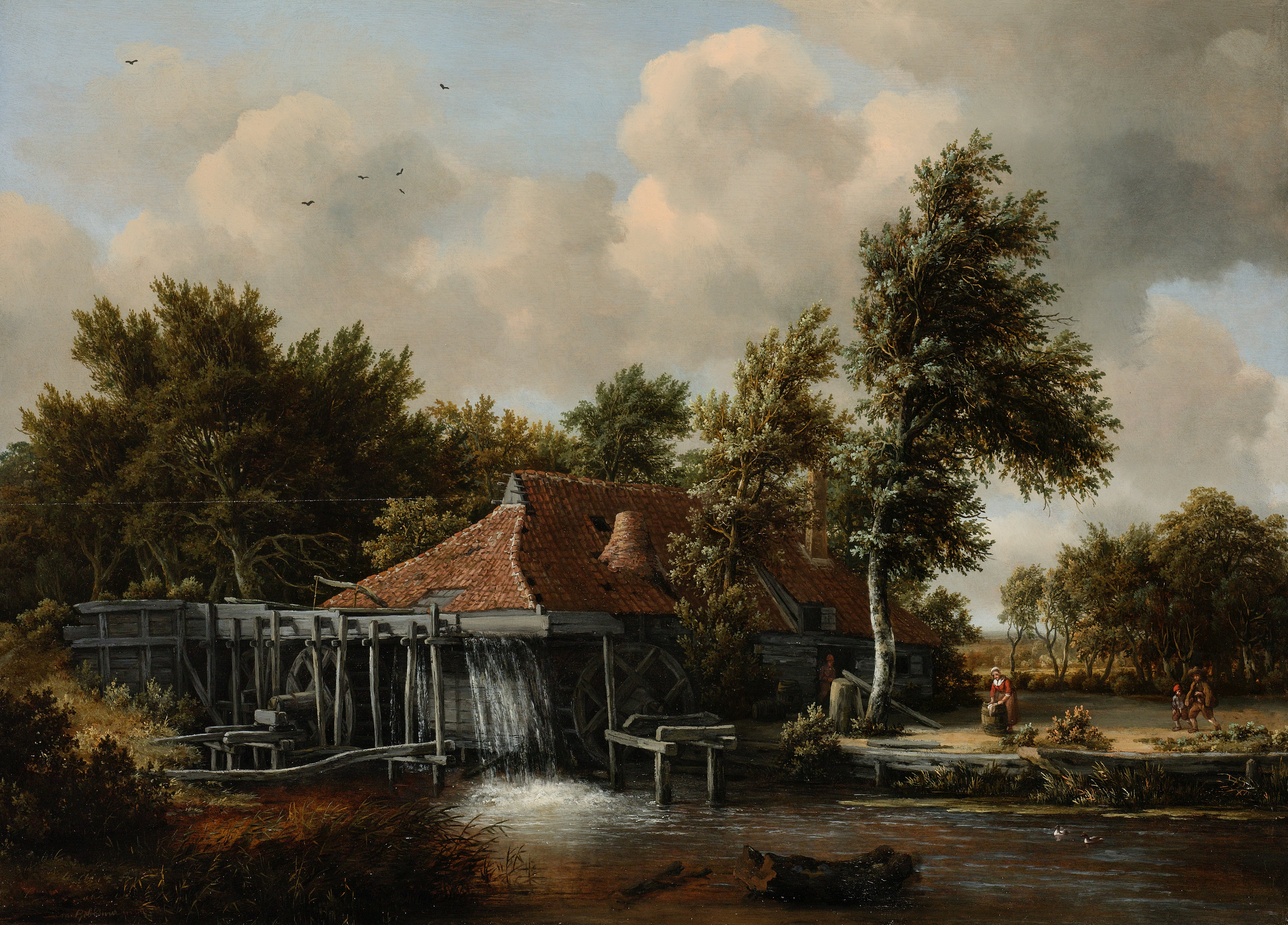
Mulino ad acqua